# Mistrovství světa v zápasu řecko-římském 1977
Mistrovství světa v zápasu řecko-římském proběhlo v Göteborgu, Švédsko v roce 1977.

## Výsledky
| Kategorie | Podrobnosti | Zlato                      | Stříbro                    | Bronz                 |
| --------- | ----------- | -------------------------- | -------------------------- | --------------------- |
| -48 kg    | podrobně    | Alexej Šumakov (URS)       | Salih Bora (TUR)           | Todor Genčev (BUL)    |
| -52 kg    | podrobně    | Nicu Gângă (ROU)           | Kamil Fatkulin (URS)       | Moradalí Šírání (IRI) |
| -57 kg    | podrobně    | Pertti Ukkola (FIN)        | Farchat Mustafin (URS)     | Ivan Frgić (YUG)      |
| -62 kg    | podrobně    | László Réczi (HUN)         | Kazimierz Lipień (POL)     | Ion Păun (ROU)        |
| -68 kg    | podrobně    | Heinz-Helmut Wehling (GDR) | Lars-Erik Skiöld (SWE)     | Nikolaj Dimov (BUL)   |
| -74 kg    | podrobně    | Vítězslav Mácha (TCH)      | Janko Šopov (BUL)          | Ferenc Kocsis (HUN)   |
| -82 kg    | podrobně    | Vladimir Čeboksarov (URS)  | Ion Draica (ROU)           | Momir Petković (YUG)  |
| -90 kg    | podrobně    | Frank Andersson (SWE)      | Petre Dicu (ROU)           | Stojan Nikolov (BUL)  |
| -100 kg   | podrobně    | Nikolaj Balbošin (URS)     | Refik Memišević (YUG)      | Georgi Rajkov (BUL)   |
| +100 kg   | podrobně    | Nikola Dinev (BUL)         | Oleksandr Kolčynskyj (URS) | Arne Robertsson (SWE) |